# Микан Марјановић
Микан Марјановић (Марини, код Приједора, 7. октобар 1920 — Загреб, 21. јануар 1989) био је учесник Народноослободилачке борбе, генерал-мајор ЈНА и народни херој Југославије.

## Биографија
Рођен је 7. октобра 1920. године у селу Марини, код Приједора. Потиче из сиромашне сељачке породице, отац Лазар му је радио као рудар у Француској. После завршене основне школе у родном месту, бавио се земљорадњом. Године 1937. је кренуо да изучава ковачки занат у Костајници, али је брзо дошао у сукоб са мајстором и напустио занат. После тога се вратио у село и поново бевио земљорадњом, а пред рат је кренуо у Бањој Луци да изучава обућарски занат.
После Априлског рата и окупације Краљевине Југославије, вратио се у село и активно учествовао у припремама устанка. На сам дан устанка, 27. јула 1941. године, формирана је прва герилска десетина и Микан је био њен борац. Учествовао је у свим борбама његове партизанске чете. У акцији на железничкој станици Сводна, 9. октобра 1941. године, Микан је убио шест непријатељских војника и запленио први тешки митраљез на Козари. Истакао се такође и у акцији на непријатељско упориште у Водичеву, када је, уништена Пета домобранска чета Бјеловарског допунског батаљона. За учешће у обе ове акције Микан је похваљен од Штаба Другог крајишког партизанског одреда.
Био је међу 25 добровољаца који су извели једну од најсмелијих акција козарских партизана, 6. јануара 1942. године, када су заузели оклопни воз на прузи Нови Град-Приједор. Учествовао је и рушењу вијадукта на железничкој прузи између Костајнице и Волиња, када је са 18 партизана, у тешким условима, обезбедио преношење и постављање 500 килограма експлозива, којим је дигнут један од најбоље чуваних објеката у том крају. Токо борби за ослобођење Приједора, Миканова чета с пробила до центра града и ту развила најжешћу борбу. Уништавајући важен пункотове непријатеља, допринела је брзе заузимање Приједора. Микан је 25. јануара 1942. године примљен у чланство Комунистичке партије Југославије.
Када је, 21. маја 1942. године, формирана Прва крајишка ударна бригада, Микан је постављен за заменика командира Друге чете, али је већ после првих борби на Пискавици за постављен за командира чете. У заседи, недалеко од Козарске Дубице, са спољне стране обруча, дочекао је непријатељску колону која се са камионима кретала према Приједору. У силовитом јуришу, непријатељ је био потучен, а сви камиони заплењени. За успехе постигнуте, током непријатељске офанзиве на Козару, лета 1942. године, Микан Марјановић је два пута похваљен од Штаба Прве крајишке бригаде.
У нападу на Кључ, 27. јула 1942. године, Микан је, увукао своју чету у центар града, постигао потпуно изненађење непријатеља и заузео зграду Среског начелства. У нападу на Купрес, августа 1942. године, Микан се поново са својом четом пробио до центра града и уништио јако непријатељско упориште. Али, када је у зору постало јасно да се Купрес не може заузети, његова чета је морала да се пробија из центра града. У жестоким орбама са усташама, на улицама Купреса, Микан је рањен. За изузетну храброст показану током борби за Кључ, Купрес и Мркоњић-Град, Оперативни штаб за Босанску крајну похвалио је Микана Марјановића.
У ослобођењу Бихаћа, 2. новембра 1942. године, Прва крајишка ударна бригада наступала је под командом Милинка Кушића. У извештају Оперативног штаба за Босанску крајину, упућеном Врховном штабу НОВ и ПОЈ, после окончања бихаћке операције, између осталог пише:
| „ | Предлажемо да се додели назив народног хероја Микану Марјановићу, командиру Прве чете Првог батаљона Прве крајишке бригаде, члану Комунистичке партије Југославије, који је у борби за Бихаћ рањен јуришајући ручним бомбама, на челу своје чете, на хаубице које су својом ватром спречавале наступање наших снага. Рањен је пет пута од устанка, а истакао се у свим борбама у којима је до сада учествовала његова јединица | ” |

Овај предлог је био прихваћен и Микан је, одлуком Врховног штаба НОВ и ПОЈ, 7. новембра 1942. године, проглашен је за народног хероја, међу првим борцима НОВ и ПОЈ (први је за живота у Босни и Херцеговини добио звање народног хероја). У Билтену Врховног штаба бр 20-22 о проглашењу Микана Марјановића за народног хероја пише:
| „ | По одлуци Врховног штаба НОВ и ПОЈ даје се назив народног хероја другу Марјановић Микану, командиру 1 чете 1 батаљона крајишке бригаде, који је рањен код Бихаћа јуришајући на хаубице. Он је 5 пута рањаван у устанку и истицао се у свим борбама. | ” |

Касније, после опоравка од рањавања, Микан је постављен прво за заменика, а онда и за команданта Једанаесте крајишке ударне бригаде. После ослобођења Југославије, обављао је низ значајних дужности у Југословенској народној армији, у којој је имао чин генерал-мајора. Завршио је Вишу војну академију ЈНА.
Умро је 21. јануара 1989. у Загребу, а сахрањен је у Босанској Дубици.
Носилац је Партизанске споменице 1941. и других југословенских одликовања, међу којима су - Орден партизанске звезде са сребрним венцем и Орден заслуга за народ са сребрним зрацима. Када су 15. августа 1943. уведена прва одликовања у НОВ и ПОЈ, Указом Врховног штаба одлучено је да сва лица која су до тада стекла назив народног хероја, добију Орден народног хероја. Микан је свој Орден добио септембра 1944. када су прва југословенска одликовања стигла из Совјетског Савеза, где су израђивана.